# Martin Foukal
Martin Foukal (* 4. srpna 1953, Olomouc) je bývalý notář v Praze a čestný prezident Notářské komory České republiky, funkci prezidenta  vykonával od jejího vzniku v roce 1993 až do konce ledna roku 2015. Od roku 2016 je předsedou Pražského sdružení Jednoty českých právníků, funkci vykonává až dosud.

## Život
Právnické vzdělání získal na Právnické fakultě Univerzity Karlovy v Praze, kterou absolvoval v roce 1978. Chtěl být profesionálním hudebníkem. V roce 1978 se stal notářským čekatelem Státního notářství Praha-západ u Krajského soudu v Praze.
Po absolvování dvouleté čekatelské praxe a složení justiční zkoušky pracoval nejprve krátce jako soudní zapisovatel a po uvolnění místa u Státního notářství v Benešově byl v roce 1980 jmenován státním notářem v Benešově, kde praktikoval pod vedením dr. Šešiny a dr. Jindřicha. Po třech letech přešel na Státní notářství Praha-východ. Po obnovení svobodného notářství v roce 1993 byl jmenován notářem v obvodu Okresního soudu Praha-východ. Od roku 2004 do roku 2014 byl výkonným redaktorem časopisu Ad notam, do něhož přispíval zejména příspěvky týkajícími se členství Notářské komory České republiky v Mezinárodní unii notářství a zahraniční spolupráce v oblasti notářství.
V roce 1999 mu bylo rakouským prezidentem Thomasem Klestilem propůjčeno Velké Stříbrné čestné vyznamenání za zásluhy o Rakouskou republiku. Od roku 2002 byl zástupcem Notářské komory České republiky ve Výkonné radě Mezinárodní unie notářství, v roce 2017 byl zvolen na tříleté funkční období do funkce člena Generální rady a Poradní komise. Je dlouhodobým členem Vědecké rady PF UK, členem Vědecké rady Fakulty právnické Západočeské univerzity v Plzni, a členem Správní rady UK. Je externím přednášejícím na obou právnických fakultách. 
V červnu roku 2016 se stal předsedou Pražského sdružení Jednoty českých právníků. V listopadu roku 2022 mu byla udělena Zlatá medaile Antonína Randy za rozvoj činnosti Jednoty českých právníků a zásadní podíl na obnově tradice sjezdu českých právníků, který se téměř po 80 letech konal dne 5. května roku 2022 v Karolinu, historickém sídle Univerzity Karlovy. 
V rámci soutěže "Právník roku" za rok 2023 pořádané Českou advokátní komorou a společností E-právo.cz, byl dne 17. května 2024 na slavnostním večeru v Obecním domě v Praze uveden do Právnické síně slávy. 
Má syna Jana (* 1979), dceru Markétu (* 1981) a čtyři vnoučata. Ovládá hru na housle, kytaru, foukací harmoniku, klavír a další hudební nástroje. Věnuje se také automobilovému sportu, společně s bratrem Ing. Tomášem Foukalem (* 12. září 1954) se účastnil vytrvalostních závodů na okruzích v rámci Mezinárodního mistrovství ČR. Od r. 2015 se účastní automobilových závodů do vrchu.